# Qark Kukës

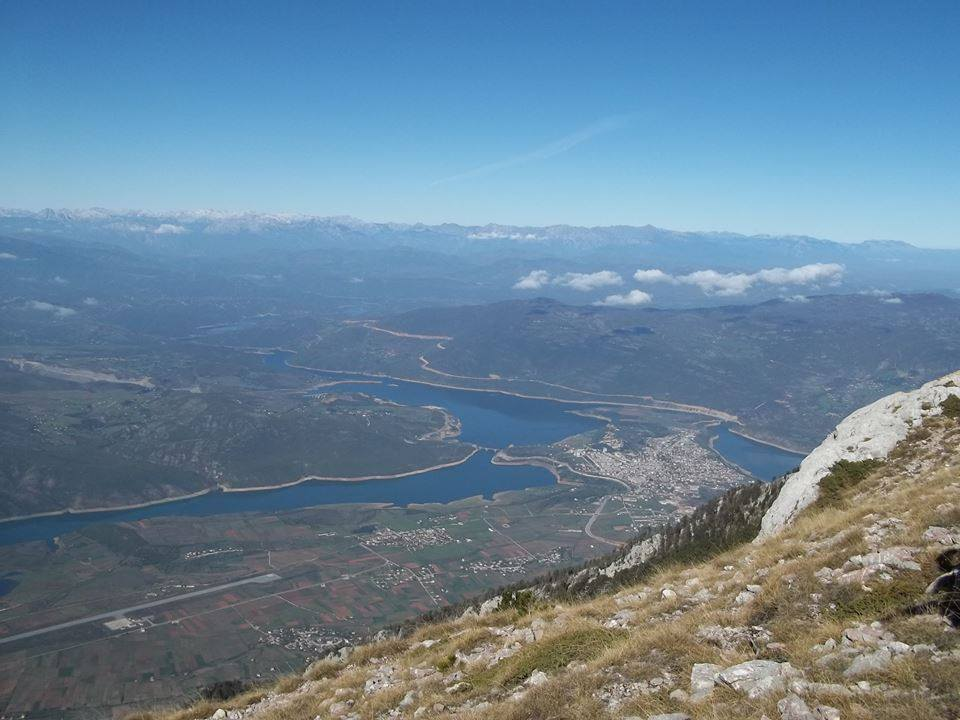
Blick von der Gjallica über Kukës und den Fierza-Stausee nach Nordwesten

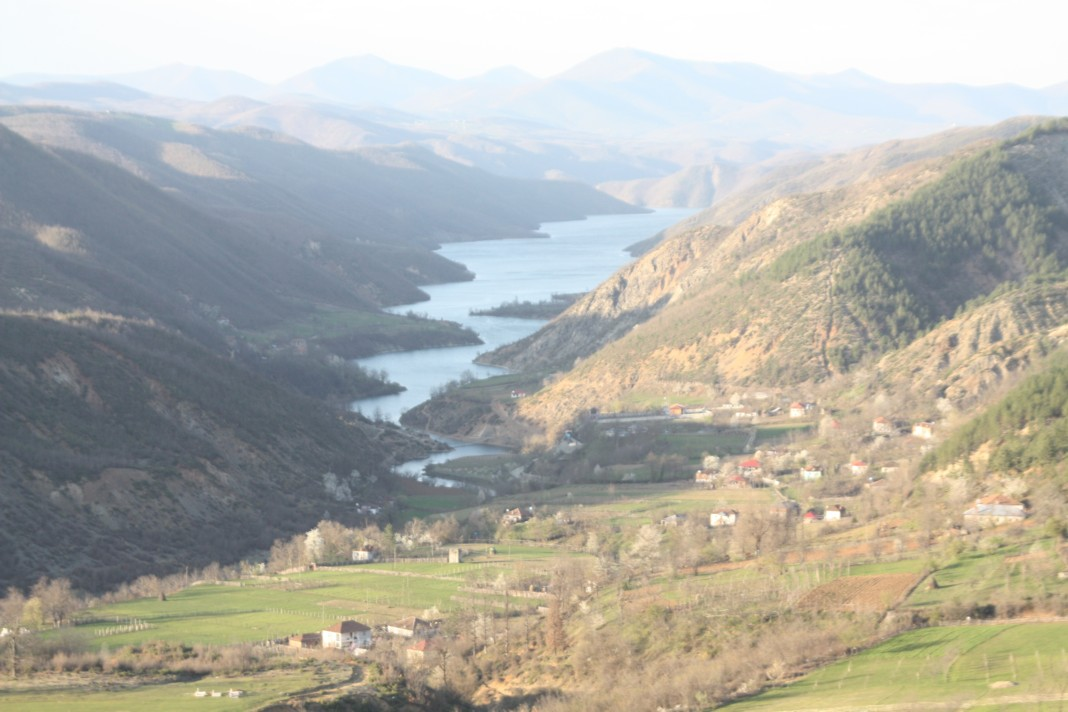
An einem Seitenarm des Fierza-Stausees

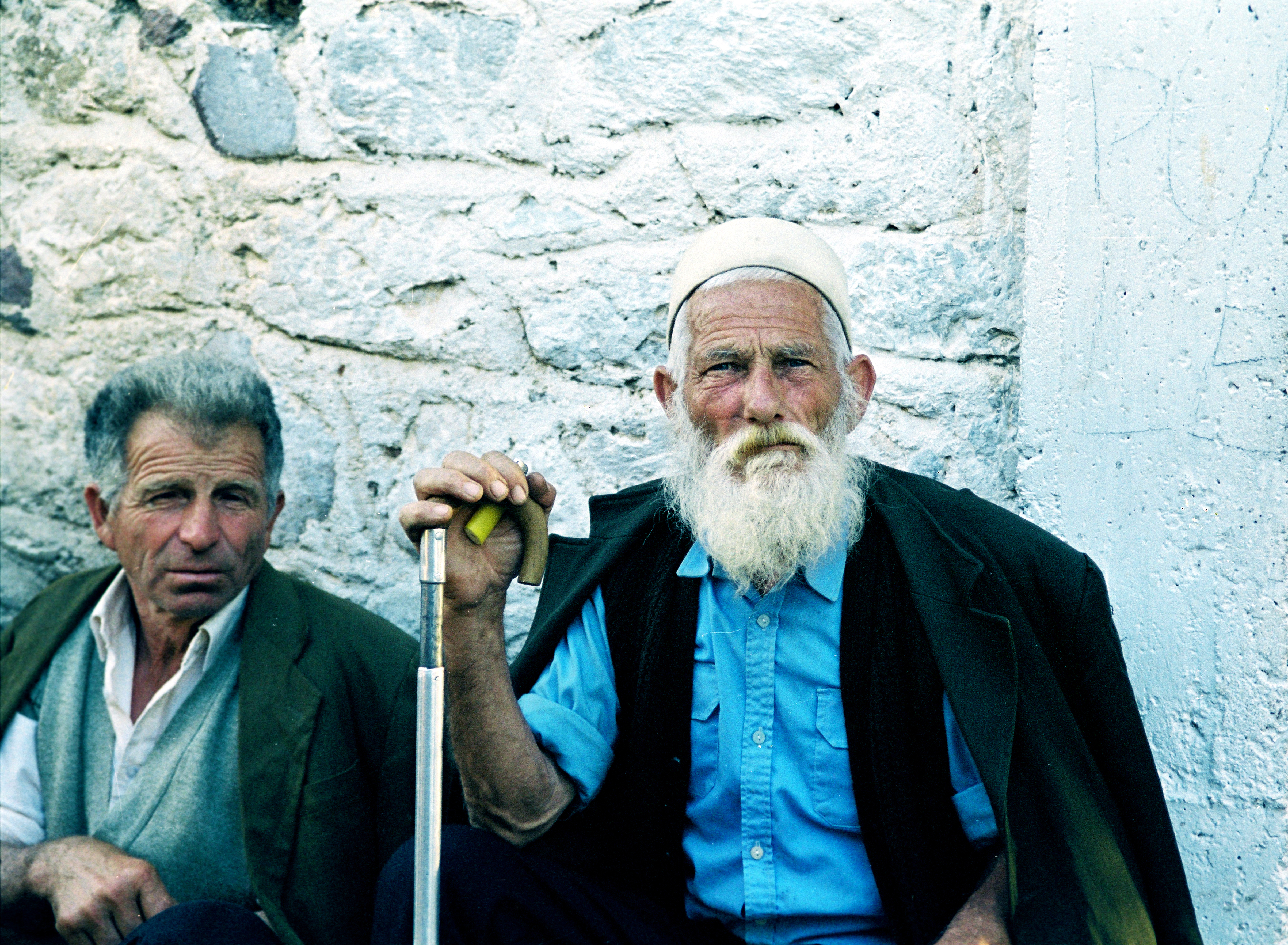
Männer in einem Dorf östlich der Stadt Kukës (2002)

Der Qark Kukës (albanisch Qarku i Kukësit) ist einer der zwölf Qarks in Albanien. Er liegt in Nordostalbanien (gemäß NUTS:AL in Nordalbanien) und hat eine Fläche von 2374 Quadratkilometer. Die Hauptstadt ist Kukës.

## Geographie
Der Qark Kukës besteht aus den drei Gemeinden Has, Kukës und Tropoja mit Kukës als wirtschaftlichen und administrativen Zentrum. Im Osten und Norden grenzt der Qark Kukës an Kosovo, wohin die Region bis zum Zweiten Weltkrieg auch ausgerichtet war. Die kosovarischen Zentren mi Südwesten Prizren und Gjakova sind heutzutage wieder schnell erreichbar. Ganz im Nordwesten gibt es noch ein kurzes Stück gemeinsame Grenze mit Montenegro und im Südosten ein kurzes Grenzstück mit Nordmazedonien.
Der Qark ist sehr ländlich. Neben dem Hauptort Kukës (2011: 16.765 Einwohner) ist Bajram Curr (2011: 5340 Einwohner) die einzige weitere Stadt.
Die Landschaft ist stark gebirgig und liegt zwischen dem Korabgebirge sowie Sharr-Gebirge im Südosten, den Bergen der Mirdita im Südwesten, dem Bergland von Has im Nordosten und den Albanischen Alpen im Nordwesten. Mächtig erhebt sich über Kukës die Gjallica (2485 m ü. A.), an die sich jenseits der Schlucht Gryka e Vanave auf der Grenze zum Kosovo der Koritnik (2393 m ü. A.), nördlich davon auf der Grenze der Pahstrik (1988 m ü. A.). Ganz im Südosten im Berggebiet Gora rund um Shishtavec findet sich der Kallabak (2171 m ü. A.). Im Norden in den Albanischen Alpen finden sich zahlreiche hohe Gipfel, darunter im Nordwesten der höchste Gipfel, die Jezerca (2694 m ü. A.) und die nur wenig tiefere Maja Grykat e Hapëta (2625 m ü. A.). Bedeutende Bergen sind auch die Maja e Hekurave (2559 m ü. A.) nordwestlich und der Shkëlzen (2407 m ü. A.) nordöstlich von Bajram Curr.
Durchzogen wird das Gebiet vom Fluss Drin, der künstlich zum Fierza-Stausee und Koman-Stausee gestaut wird und im Südwesten für einige Kilometer die Grenze zum Qark Shkodra bildet, sowie seinen Nebenflüssen wie die Valbona. Im Süden gibt es noch eine kurze gemeinsame Grenze mit den Qarks Lezha und Dibra.
Der Nationalpark Alpen Albaniens nimmt den nördlichsten Teil des Qarks ein. Er wurde 2022 gegründet, indem der Nationalpark Valbonatal mit anderen Schutzgebieten und weiteren Gebieten der Albanischen Alpen zusammengelegt wurde. Das Tal des Gash ist ebenfalls Teil des Nationalparks und Teil des UNESCO-Welterbes Alte Buchenwälder und Buchenurwälder Europas. Weite Teile des Berglands im Südosten sind als Naturpark Korab-Koritnik geschützt.

## Bevölkerung
Der Qark hat 61.988 Einwohner (Volkszählung 2023). Wie alle ländlichen Gebiete Albaniens ist auch in dieser Region ein markanter Bevölkerungsrückgang festzustellen. 2011 hatte der Qark noch 85.292 Einwohner (−27 % in zwölf Jahren). 2001 waren es noch fast 112.000 Einwohner gewesen. Der Qark hat somit in 22 Jahren über 44 % der Bevölkerung verloren.
Stark abgeschieden in den Bergen gelegen, war er lange Zeit nur sehr schlecht erschlossen und eines der ärmsten Gebiete des Landes, weshalb schon zwischen 1989 und 2001 rund ein Viertel der Bevölkerung des Qarks emigriert ist. Davon gingen in den nächsten zehn Jahren von 2001 bis 2011 nochmals fast ein Viertel verloren, davon in den Jahren darauf nochmals über ein Viertel. Im Vergleich zu anderen Qarks Albaniens wird die Emigration als sehr hoch eingeschätzt. Ein wesentlicher Grund dürfte die Armut sein: Im Jahr 2014 erhielten im gesamten Qark 10.000 Familien Sozialhilfe. Laut dem albanischen Sozialversicherungsinstitut gibt es in urbanen Gebieten des Qarks 6.600 Hilfeempfangende, in ländlichen Gebieten sind es 3.100 – dies bei einer ungefähren Einwohnerzahl von 82.000.
83,81 % der Einwohner sind Moslems, zu ihnen zählen neben den Sunniten auch die Bektaschiten. 2,62 % sind Katholiken und jeweils 0,03 % sind evangelisch und orthodox – andere Christen machen 0,04 % der Einwohner aus. Etwa 2,46 % sind Gläubige ohne Konfession, 0,33 % sind Atheisten und 8,19 % machten 2011 keine Angaben zu ihrer Religion.

## Politik und Verwaltung
Der Qark-Rat (alb. Këshilli i Qarkut) besteht aus 13 Mitgliedern. Der Vorsitzende des Qark-Rats übernimmt gemeinsam mit dem Vorsitz die exekutive Funktionen und wird vom Qark-Rat alle vier Jahre gewählt.
Der Qark stellt für die 2009 und 2013 beginnenden Legislaturperioden des albanischen Parlaments vier Abgeordnete von insgesamt 140.
Bis 2015 bestand der Qark aus den drei Kreisen Has, Kukës und Tropoja, deren vier, 15 respektive acht Gemeinden jeweils zu neuen Gemeinden zusammengelegt wurden. Die Verwaltungsebene der Kreise wurde aufgelöst.
Kukës ist Sitz eines Bezirksgerichts (alb. Gjykata e Rrethit Gjyqësor).

### Verwaltungsgliederung
| Gemeinde | Hauptort    | Fläche (km²) | Njësitë administrative (alte Gemeinden)                                                                                         | Alter Kreis | Einwohner | Einwohner | Einwohner |
| Gemeinde | Hauptort    | Fläche (km²) | Njësitë administrative (alte Gemeinden)                                                                                         | Alter Kreis | 2023      | 2011      | 2001      |
| -------- | ----------- | ------------ | --- | ----------- | --------- | --------- | --------- |
| Has      | Kruma       | 374          | Fajza, Gjinaj, Golaj, Kruma | Has         | 11.684    | 16.790    | 19.842    |
| Kukës    | Kukës       | 956          | Arrën, Bicaj, Bushtrica, Grykë-Çaja, Kalis, Kolsh, Kukës, Malzi, Shishtavec, Shtiqën, Surroj, Tërthor, Topojan, Ujëmisht, Zapod | Kukës       | 36.125    | 47.985    | 64.054    |
| Tropoja  | Bajram Curr | 1043         | Bajram Curr, Bujan, Bytyç, Fierza, Lekbibaj, Llugaj, Margegaj, Tropoja                                                          | Tropoja     | 14.189    | 20.517    | 28.154    |